# Fabien Grellier
Fabien Grellier (n. Aizenay, 31 de outubro de 1994) é um ciclista francês que corre na equipa Total Direct Énergie de categoria Profissional Continental, dirigido pelo ex-ciclista francês Jean-René Bernaudeau.

## Palmarés
Não tem vitórias como profissional

## Resultados em Grandes Voltas
| Carreira        | 2016 | 2017 | 2018 | 2019 |
| --------------- | ---- | ---- | ---- | ---- |
| Giro d'Italia   | -    | -    | -    | -    |
| Tour de France  | -    | -    | 120º | -    |
| Volta a Espanha | -    | -    | -    | -    |

-: não participa

Ab.: abandono